# 토스카나 포도주

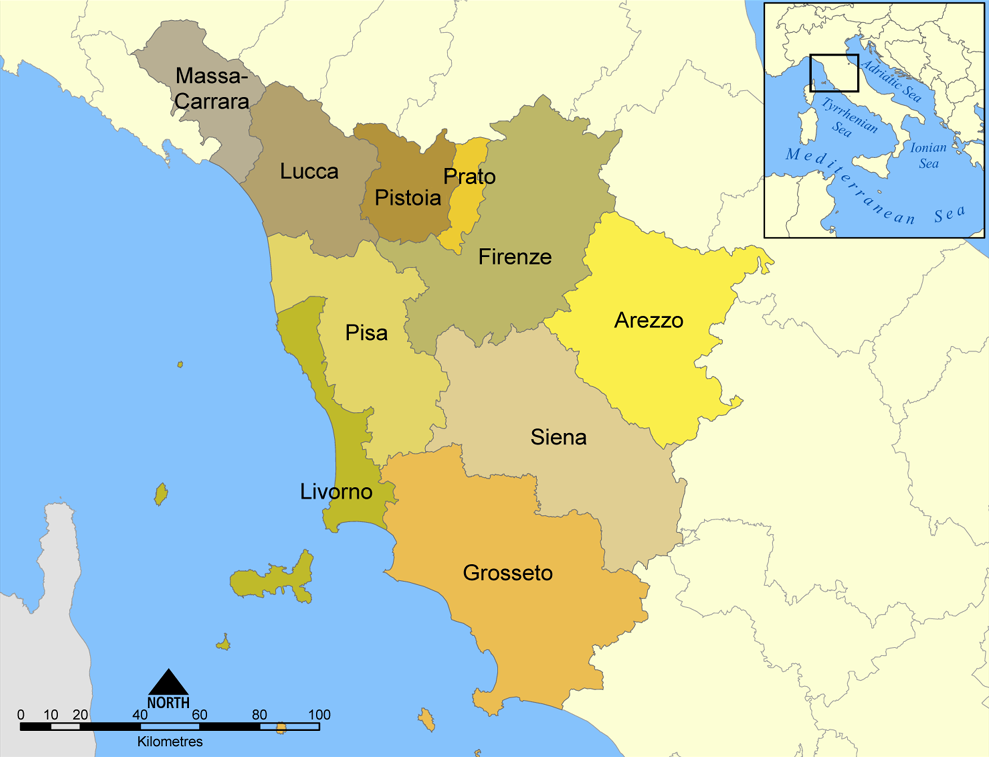
토스카나 지역

토스카나 포도주(이탈리아어: vino della Toscana)는 토스카나 지역에서 양조된 포도주를 일컫는다. 이는 이탈리아 중앙부, 티레니아해 연안을 따라 위치하고 있으며, 전 세계적으로 가장 유명한 생산지 중 하나이다. 산지오베제 포도 품종으로는 적포도주인 부르넬로 디 몬탈치노(Brunello di Montalcino) 및 비노 노빌레 디 몬테풀치아노(Vino Nobile di Montepulciano)를, 베르나챠 포도 품종으로는 화이트 포도주인 베르나챠 디 산 지미나뇨(Vernaccia di San Gimignano)를 만들 수 있다.

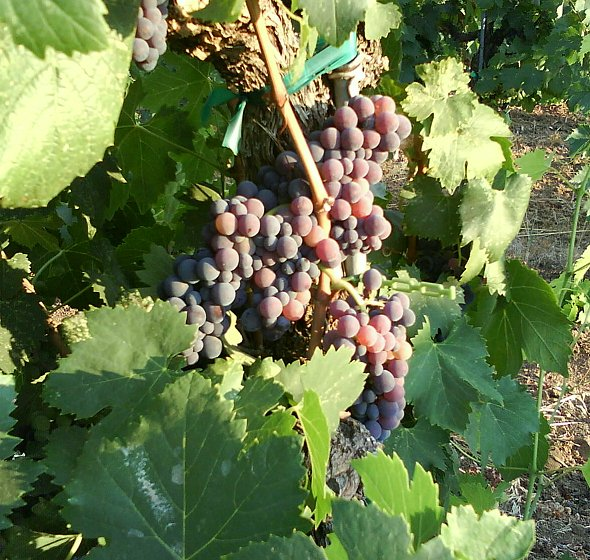
산지오베제 포도

뿐만 아니라 토스카나 지역은 빈 산토(Vin Santo) 라는 디저트 포도주로도 유명하다. 투스카타 지역에는 33개의 DOC(Denominazion), 그리고 11개의 DOCG(데노미나치오네 디 오리지네 콘트롤라타)가 있다. 1970년대에 ‘슈퍼 토스카나’라고 명명되는 새로운 분류의 포도주가 등장하였다. 이 포도주들은 DOC/DOCG 외 지역에서 생산되었음에도 불구하고 고품질로 평가되어 가격이 상대적으로 높으며 일부는 ‘컬트 와인’이 되기도 한다. 이탈리아 포도주 체계가 개혁됨에 따라 과거에는 슈퍼 토스카나였던 것들이 새로이 DOC, DOCG로 진입하기도 하였으나, 일부 양조자들은 토스카나 포도주 분류 체계인 IGT(Indicazione Geografica Tipica)를 더 선호하기도 한다. 토스카나 지역에는 5개의 하위 IGT 분류가 있다.

## 역사

슈퍼토스카나 포도주

토스카나 지역의 양조 역사는 기원전 8세기경, 에트루리아 정착민들의 삶으로 거슬러 올라간다. 포도주를 보관하던 암포라 항아리 유물이 발견되는 지역을 보면 기원전 7세기부터 토스카나 포도주가 남부 이탈리아와 갈리아 지역으로 수출되었음을 알 수 있다. 기원전 3세기경, 그리스 사람들이 토스카나 지역 포도주의 품질에 대해 평가한 문헌 또한 발견되었다. 로마 제국의 멸망 시기부터 중세시대 내내, 수도원에서 주로 포도주를 생산하게 되었다. 그리고 귀족과 상인 계층이 등장함에 따라, 그들은 mezzadria 라는 소작농법(sharecropping system)을 도입하였다. 이 이름은 토지 주인이 밭을 대여해주는 대가로, 연간 수확량의 절반(mezza)을 취하는 것에서 유래되었다. 대부분의 토스카나 영주들은 포도 수확량의 절반을 피렌체의 상인에게 판매하였고, 이것이 포도주 양조에 사용되었다. 피렌체의 포도주 유통자들에 대한 최초의 기록은 1079년도이며, 관련한 길드가 설립되었다는 기록은 1282년부터 발견할 수 있다.

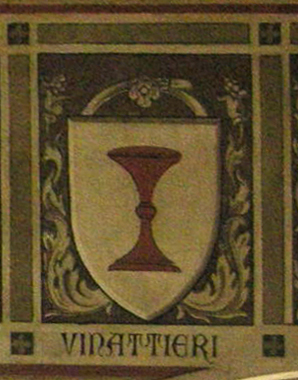
Arte dei Vinattieri 길드 문양

Arte dei Vinattieri 길드는 피렌체 포도주 상인이 성공적으로 관련 사업을 할 수 있도록, 매우 엄격한 규정 하에 설립되었고 14세기에 년간 약 7.9백만 갤런 (30,000m3)의 포도주가 피렌체에서 판매되었다. 그리고 15세 미만 청소년, 매춘부, 깡패, 도둑을 대상으로 한 판매는 금지되었다. 비노 노빌레 디 몬테풀차노에 대한 최초의 문헌은 후기 14세기로 거슬러 올라간다. 키안티 지방 포도주에 대한 최초의 언급은 토스카나 상인이었던 Francesco di Marco Datini가 한 것으로, 가벼운 백포도주에 대한 묘사였다. 산지미냐노의 Vernaccia와 Creco 포도주는 샤프란과 같은 사치품으로 간주되었다. 이 시기 동안 토스카나의 양조자들은 새로운 기술과 포도주 발효 과정에 새로운 공정을 도입하기 시작하였다. 1685년 토스카나의 작가 Francesco Redi는 토스카나 지역의 포도주에 대한 980줄 분량의 시를 쓰기도 했다.
지금의 키안티 클리시코를 최초로 개발한 와이너리는 바로 1141년에 세워져 875년의 역사를 자랑하는 바론 리카솔리(Barone Ricasoli)이다. 이는 세계에서 두 번째이자 이탈리아에서 가장 오래된 양조장으로 브롤리오에 위치하고 있다. 키안티의 고급화를 위해 혁신을 시도한 이는 양조장의 베티노 리카솔리(1809∼1880)로, 그는 독일과 프랑스 지역을 여행하며 포도 품종에 대해서 연구하고 양조 방식을 배웠다. 그는 다시 토스카나 지역으로 돌아와 그의 양조장에서 다양한 시도를 통해 양조법을 발전시켰다. 1874년, 그는 연구를 통해 산지오베제, 까나이올로, 꼴로리노 포도가 가장 적합하다는 것을 발견하였다. 꼴로리노는 풍성한 색을 더해주고 산지오베제의 튀는 산도를 잡아주며, 까나이올로는 탄탄한 구조감을 부여한다. 현재, 키안티 클라시코는 백포도 품종을 사용하지 못하도록 법으로 정하고 있다.

## 기후와 지형

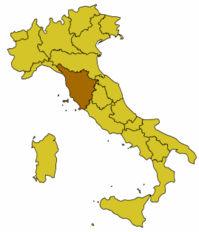
토스카나 지역

토스카나 지역은 해안을 따라 7개의 섬을 가지고 있으며, 이탈리아에서 5번째로 큰 지역이다. 이는 북서쪽으로는 리구리아, 북쪽으로는 에밀리아로마냐, 동쪽으로는 움브리아, 그리고 남쪽으로는 라치오와 접하고 있다. 이는 티레니아해의 동쪽에 위치하고 있어, 온화한 지중해성 기후이며 지역의 68% 정도가 아펜니노산맥 안쪽의 언덕으로 이루어져 있다. 이 지역에 조성된 포도밭은 상대적으로 고도가 높을 뿐 아니라 언덕에 조성되어 있기 때문에 여름 시기에 열이 적절히 조정된다.
산지오베제 포도 품종은 태양광에 직접적으로 노출될수록 더 잘 자라기 때문에, 토스카나 지역의 언덕에 포도밭이 조성될 경우 더 좋은 품질의 포도를 수확할 수 있다. 대부분의 포도밭은 고도 150~500미터에 조성되어 있으며, 고도가 높을수록 일교차가 크다. 일교차가 클수록 포도의 당분과 산도의 균형을 이룰 수 있으며 아로마의 질 또한 극대화된다.

## 포도주와 포도
피에몬테와 베네토 지역 다음으로, 토스카나는 이탈리아에서 3번째로 많은 DOC/G 포도주 생산한다.  또한, 이는 시칠리아와 풀리아 지역 다음으로 가장 넓은 포도밭이 조성되어 있으나 전체 포도주 생산량으로는 이탈리아에서 8번째 수준이다. 이는 토스카나 지역의 토양이 척박하기도 하지만, 양조자들이 생산량이 적더라도 고품질의 포도주를 생산하기 위해 노력하기 때문이다. 그리고 80% 이상의 포도주가 적포도주이다.
산지오베제 품종이 토스카나에서 가장 많이 생산되지만 많은 유전적 변형 종이 있으며, 마을 단위에서도 다양한 산지오베제들이 있다. 슈퍼 토스카나가 점점 더 인기를 얻게 됨에 따라 카베르네 소비뇽 또한 토스카나 지역에서 재배되고 있는데, 이는 최근 약 250년 전부터이다. 뿐만 아니라 카베르네 프랑, 샤르도네, 메를로, 피노 누아르, 소비뇽 블랑, 그리고 쉬라와 같은 외래 종들 또한 토스카나 지역에서 재배되고 있다. 대표적인 적포도 품종은 까나이올로, 말바지아, 꼴로리노가 있으며, 백포도 품종에는 트레비아노, 말바지아, 베르멘티노, 그리고 베르나챠가 있다.

### 슈퍼 토스카나

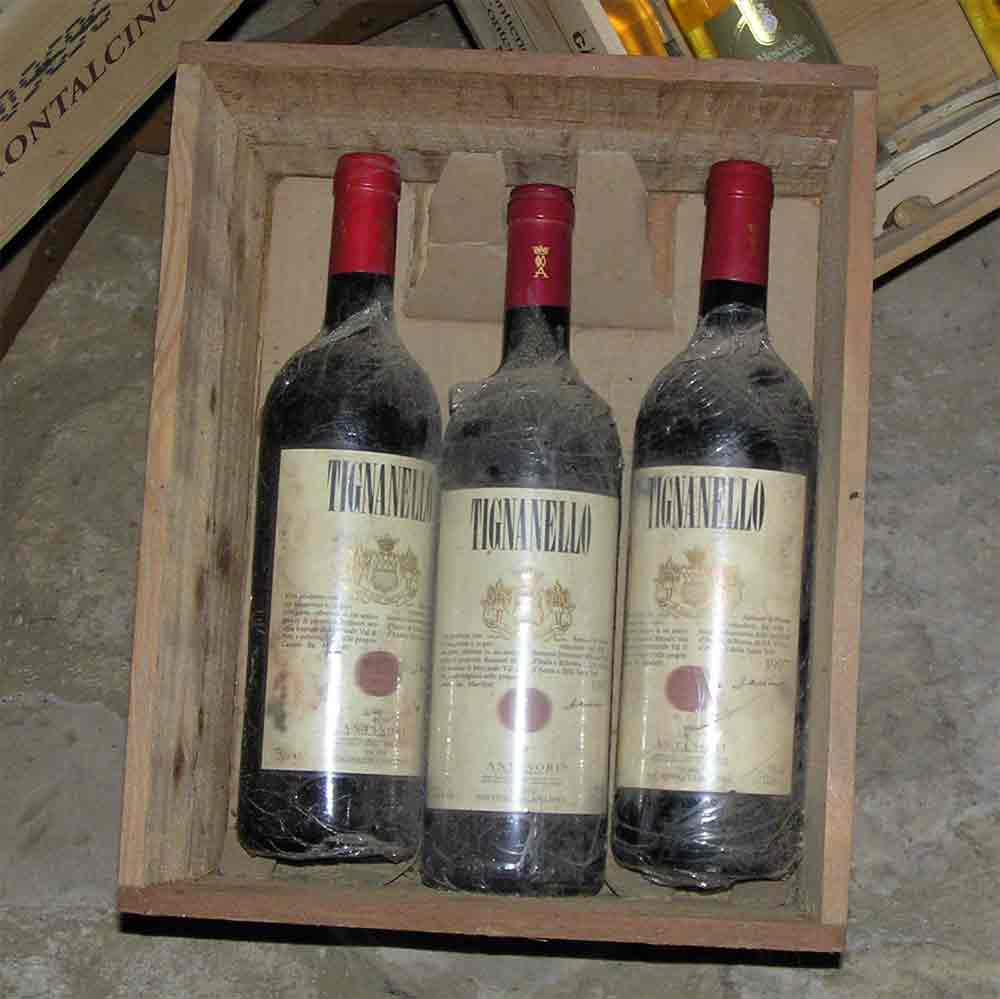
초기 슈퍼 토스카나 중 하나인 티냐넬로

슈퍼 토스카나란 토스카나 포도주의 비공식적인 분류로, 이탈리아 포도주 분류 체계에는 등재되어 있지 않다. 최초의 슈퍼 토스카나 포도주는 사시카이야(Sassicaia)로 간주되는데, 이는 인치자 델라 로케타(Incisa Della Rochetta)가 1948년 보르도(Bordeaux)의 샤또 라피트 롯쉴드(Château Lafite Rothschild)에서 까베르네 쏘비뇽 묘목을 가져와 만들었다. 그는 1968년에 이르러서야 공식적으로 빈티지 포도주를 생산하였으며, 상업적으로 판매를 시작한 것은 1971년에 이르러서였다. 슈퍼 토스카나 포도주의 성장은 또한 키안티 지역의 DOC 제한과도 연관성이 있다. 이 제한에 따라 키안티 지역에서는 산지오베제 품종의 생산은 70% 미만으로 제한하고, 최소한 10%의 백포도 품종을 재배하도록 규제를 받게 되었다. 해당 규제에 따라 키안티라는 이름은 ‘vino da tavola’라는 최하위 품질의 포도주에는 명명할 수 없게 되었다. 1970년대에 이르러 키안티 포도 품종은 소비자로부터 외면당했으며, 품질이 나쁘다는 이미지가 되었다. 많은 토스카나 지역 양조자들은 그들이 DOC 제한을 받지 않을 경우 더 고품질의 포도주를 생산할 수 있을 것이라고 믿었다.

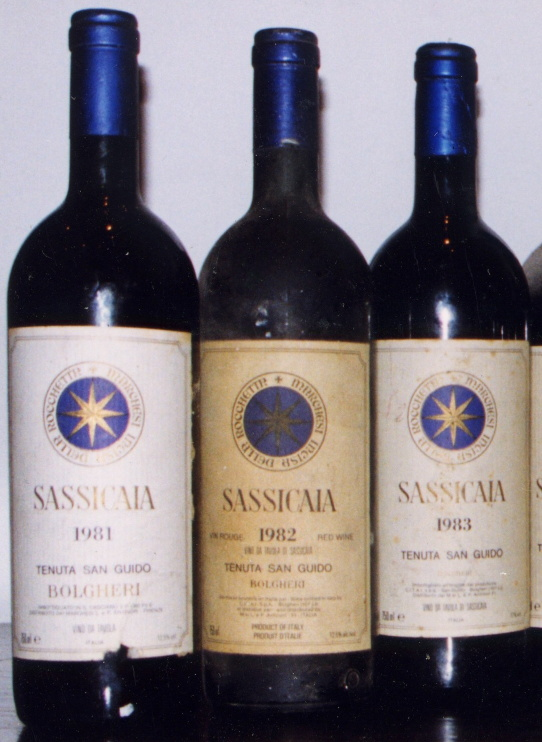
사시카이야 포도주

피에르 안티노리는 최초로 ‘키안티 스타일’의 포도주를 양조한 사람으로, 1971년 산지오베제와 카베르네 쇼비뇽을 블렝딩하여 1978년 티나넬료(Tignanello)를 만들었다. 그는 사시카이야로부터 영감을 받았는데, 이는 그의 삼촌이 인치자 델라 로케타 포도주의 판매 대행사를 운영했기 때문이다. 다른 양조자들 또한 이 방식으로 포도주를 양조하기 시작하였으며, 슈퍼 토스카나의 가격은 점차 상승하게 되었다. ‘키안티’라는 지역명을 라벨에 표기하는 것을 포기한 대신에, 슈퍼 토스카나 양조자들은 보다 소비자들에게 인지도 있는 포도주를 생산하고자 노력했다. 후기 1980년대에 이르러 DOC로 인정받지는 못했지만, 고품질의 포도주를 생산하는 것이 토스카나 지역에서 점점 더 인기를 얻게 되었고, 이는 피에몬테와 베네토까지 퍼져나갔다.  이에 따라 키안티 DOC 규제가 개정되었고, 슈퍼 토스카나라는 것에 대한 정확한 표기를 위해 일부 지역은 DOC/G 키안티로 승격되었다. 규제의 개정에 따라 많은 양조자들이 다시 DOC 의 법적 기준을 준수하게 되었는데, 대표적으로는 1994년 DOC로 승격 된 사시카이야가 있다.